# A través de tus ojos
A través de tus ojos (Oversat: Gennem dine øjne) er en argentinsk film fra 2006, instrueret af Rodrigo Fürth. 

## Handling
Filmen handler om Lito og Nilda, der under den økonomiske krise i Argentina rejser til New York. Det har altid været Nildas drøm, og derfor siger han blindt ja. Inden de tager af sted gennemgår Nilda et lægecheck og får en streng diæt hun skal følge, men da de kommer til New York, nægter Nilda at følge Diæten, og ender på hospitalet. Nu er Lito helt alene i New York, og møder en mørk side af "The Big Apple".

## Rolleliste
- Adriana Aizemberg – Nilda
- José Soriano – Lito
- Davis Burgos – Ricky
- Jannette Clemenceau – Greta
- Marcos Dubuch – Peru
- Miguel Ángel Porro – Chango
- Sandra Rodríguez – Sara

## Priser og Nomineringer
Argentinean Film Critics Association Awards
Nomineringer
- Bedste mandlige Hovedrolle (José Soriano)
- Bedste Kvindelige Hovedrolle(Adriana Aizemberg)
- Bedste Kostumedesigner (Sandra Fink)

Lleida Latin-American Film Festival
- Bedste Mandlige Hovedrolle (José Soriano)
- Bedste Film